# 佛堂洲

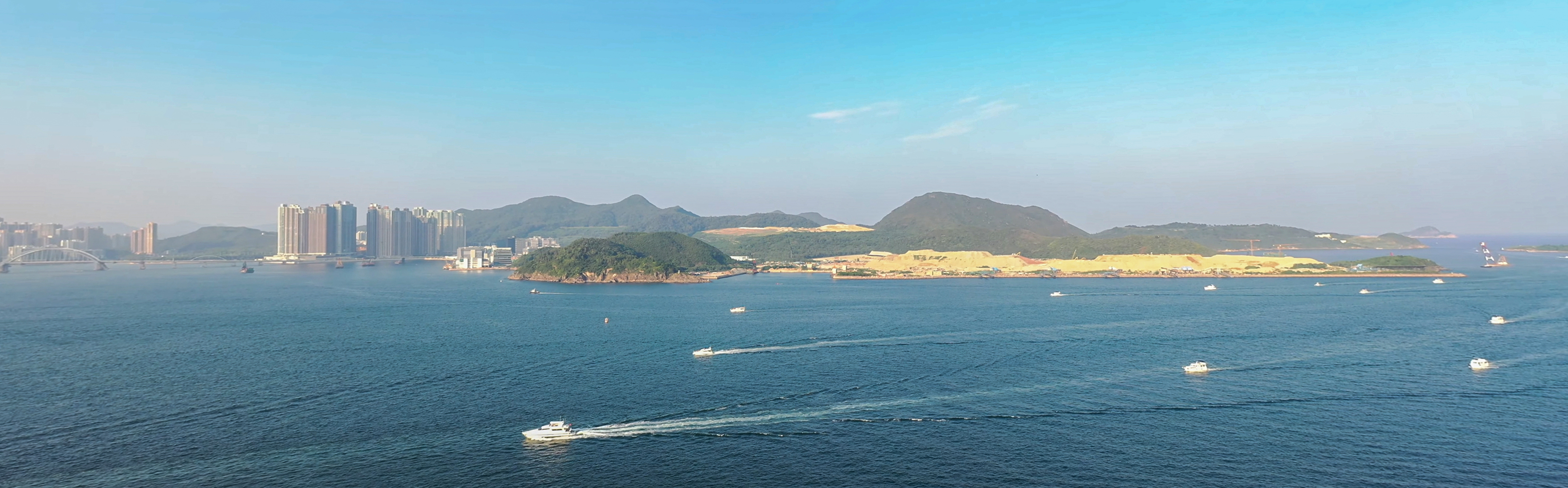
航拍佛堂洲，圖左建築物屬於日出康城

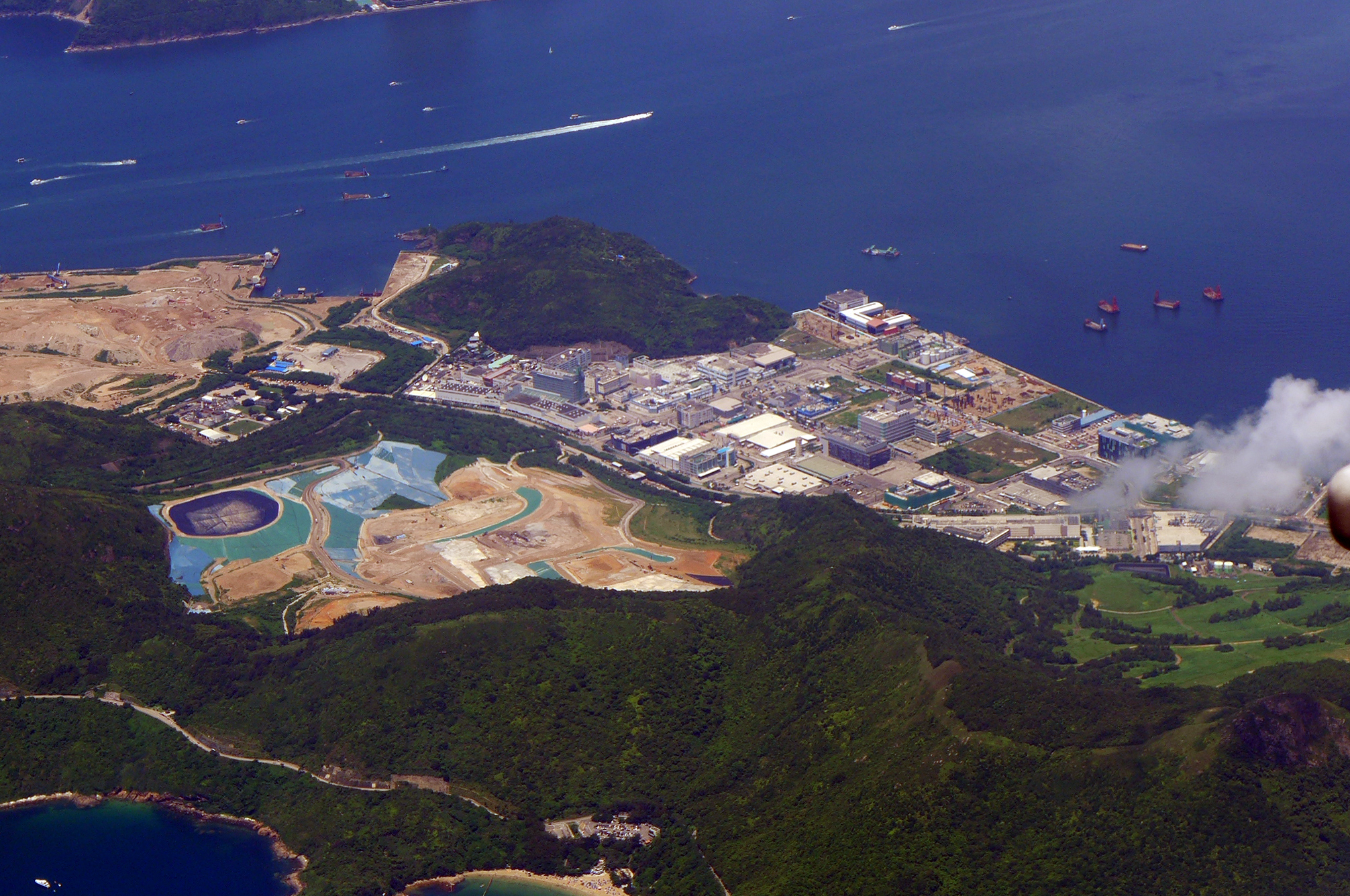
從北面俯瞰填海後連接的將軍澳工業邨，圖片中上方植被較多的小山丘為佛堂洲

佛堂洲（英語：Fat Tong Chau，舊譯），又名佛頭洲、斧頭洲，是香港昔日的一個島嶼，位於新界清水灣半島以南，將軍澳的東南部，鄰近電視廣播城，地區行政上屬於西貢區。由於佛堂洲位於將軍澳（Junk Bay）旁，因此英文名又稱 Junk Island。佛堂洲因被列為香港綠化帶之一，因此島面貌與填海前的沒有甚麼差異，但人流相比起未填海前增多了。

## 歷史
早於唐宋時期，由於該島位於當時航運要道佛堂門的西北，當時的政府已在島上設立海關的稅關，現存佛頭洲稅關遺址，北緯22度16分48.98秒，東經114度16分3.25秒。佛堂洲或者大廟灣可能还有古碑，現已不存在。
島嶼在1994年發展將軍澳新市鎮所進行的填海工程時，與清水灣半島連接，東邊土地平整成為工業用地。
原位於佛堂洲的客家村落斧頭洲村，與隔岸的田下灣村於1990年初一同被重新安置在將軍澳新市鎮坑口昭信路南面。斧頭洲村全村為廣東惠陽沙坑葉氏後人，於約1885年遷到佛堂洲，開基祖是葉慶福，已歷七代人。1911年，斧頭洲有居民約12人。1950年代末，斧頭洲有居民有34人。斧頭洲村民以割草、養豬、鴨雞為生，斧頭洲村曾擁有一艘舢舨，用作運送村民和貨物來往筲箕灣的交通工具。

## 外部連結
维基共享资源上的相關多媒體資源：佛堂洲